# Нечаєв Олександр Ігоревич
Олександр Ігоревич Нечаєв (15 червня 1963 р., м. Київ) — Народний депутат України, колишній член Партії регіонів, кандидат економічних наук, член Опозиційного блоку.

## Життєпис
- Член Комітету ВРУ з питань промислової політики та підприємництва
- Член Спеціальної контрольної комісії ВРУ з питань приватизації
- Член Постійної делегації у Парламентській асамблеї ГУАМ
- Член груп з міжпарламентських зв'язків з Латвією, Німеччиною, Китаєм, Австрією, Чорногорією

18 січня 2018 року був одним з 36 депутатів, що голосували проти Закону про визнання українського сувернітету над окупованими територіями Донецької та Луганської областей.

## Освіта
- 1986 — Київський політехнічний інститут, факультет — приладобудівний.

## Трудова діяльність
- 1986 — Завод «Арсенал», де пройшов шлях від рядового інженера до провідного конструктора.
- 1991 — Займався науковою роботою в Інституті фізичних і прикладних проблем Академії наук України.
- 2003 — Комерційний директор холдингової компанії «АвтоКрАЗ» в м. Кременчук.
- 2004 — Глава комерційної служби Кримського содового заводу.
- 2007 — Голова правління заводу «Кримський Титан» у м. Армянськ.
- 2010 — Очолив державну холдингову компанію «Титан України».

## Нагороди
Кавалер ордена «За заслуги» 3 ступеня. Володар гран-прі «Вища проба-2008» в номінації «Найкращий керівник України».